# Animage
Animage (アニメージュ?, Animēju) è una popolare rivista mensile giapponese dedicata agli anime, edita dalla Tokuma Shoten. Il primo numero risale al giugno 1978 ed è la più antica rivista del genere in corso di pubblicazione in Giappone. È stampata sia a colori che in bianco e nero e, oltre ai manga, contiene articoli sulle produzioni anime vecchie e nuove.
Tra i più importanti manga serializzati figura Nausicaä della Valle del vento di Hayao Miyazaki, pubblicato dal 1982 al 1994, fortemente voluto dall'allora direttore editoriale Toshio Suzuki, poi divenuto produttore dello Studio Ghibli.

## Anime Grand Prix
Annualmente Animage indice un sondaggio tra i lettori per attribuire un premio all'anime dell'anno, chiamato Anime Grand Prix. La prima edizione fu realizzata nel 1979, e il primo premio fu annunciato nel gennaio 1980. Vi sono diverse categorie: per il miglior titolo, il miglior episodio, il miglior personaggio, il miglior seiyū e le migliori musiche.
Nelle tabelle seguenti sono indicati i vincitori per ciascuna categoria anno per anno.

### Miglior titolo
| N. | Anno               | Vincitore                                                        | Vincitore           | Vincitore | Secondo classificato                    | Secondo classificato | Secondo classificato | Nota   |
| N. | Anno               | Titolo                                                           | Studio              | Formato   | Titolo                                  | Studio               | Formato              | Nota   |
| -- | ------------------ | ---------------------------------------------------------------- | ------------------- | --------- | --------------------------------------- | -------------------- | -------------------- | ------ |
| 1  | 1979               | Mobile Suit Gundam                                               | Sunrise             | serie TV  | Galaxy Express 999                      | Toei Animation       | film                 | [ 2 ]  |
| 2  | 1980 (1º semestre) | Mobile Suit Gundam                                               | Sunrise             | serie TV  | Toward the Terra                        | Toei Animation       | film                 | [ 3 ]  |
| 3  | 1980 (2º semestre) | Densetsu kyojin Ideon                                            | Sunrise             | serie TV  | Cyborg 009                              | Toei Animation       | film                 | [ 4 ]  |
| 4  | 1981               | Galaxy Express 999                                               | Toei Animation      | film      | Gotriniton                              | Ashi Productions     | serie TV             | [ 5 ]  |
| 5  | 1982               | God Mars                                                         | Tōkyō Movie Shinsha | serie TV  | Combat Mecha Xabungle                   | Sunrise              | serie TV             | [ 6 ]  |
| 6  | 1983               | Crusher Joe                                                      | Studio Nue          | film      | Fortezza superdimensionale Macross      | Studio Nue           | serie TV             | [ 7 ]  |
| 7  | 1984               | Nausicaä della Valle del vento                                   | Topcraft            | film      | Macross - Il film                       | Studio Nue           | film                 | [ 8 ]  |
| 8  | 1985               | Kate e Julie                                                     | Sunrise             | serie TV  | Mobile Suit Z Gundam                    | Sunrise              | serie TV             | [ 9 ]  |
| 9  | 1986               | Laputa - Castello nel cielo                                      | Studio Ghibli       | film      | Gundam ZZ                               | Sunrise              | serie TV             | [ 10 ] |
| 10 | 1987               | I Cavalieri dello zodiaco                                        | Toei Animation      | serie TV  | Zillion                                 | Tatsunoko Production | serie TV             | [ 11 ] |
| 11 | 1988               | Il mio vicino Totoro                                             | Studio Ghibli       | film      | I Cavalieri dello zodiaco               | Toei Animation       | serie TV             | [ 12 ] |
| 12 | 1989               | Kiki - Consegne a domicilio                                      | Studio Ghibli       | film      | Tenkū Senki Shurato                     | Tatsunoko            | serie TV             | [ 13 ] |
| 13 | 1990               | Nadia - Il mistero della pietra azzurra                          | Gainax              | serie TV  | Mashin Hero Wataru                      | Sunrise              | serie TV             | [ 14 ] |
| 14 | 1991               | Future GPX Cyber Formula                                         | Sunrise             | serie TV  | Nadia - Il mistero della pietra azzurra | Gainax               | serie TV             | [ 15 ] |
| 15 | 1992               | Sailor Moon                                                      | Toei Animation      | serie TV  | Yu degli spettri                        | Pierrot              | serie TV             | [ 16 ] |
| 16 | 1993               | Yu degli spettri                                                 | Pierrot             | serie TV  | Sailor Moon R                           | Toei Animation       | serie TV             | [ 17 ] |
| 17 | 1994               | Yu degli spettri                                                 | Pierrot             | serie TV  | Sailor Moon S                           | Toei Animation       | serie TV             | [ 18 ] |
| 18 | 1995               | Neon Genesis Evangelion                                          | Gainax              | serie TV  | Gundam Wing                             | Sunrise              | serie TV             | [ 19 ] |
| 19 | 1996               | Neon Genesis Evangelion                                          | Gainax              | serie TV  | Slayers Next                            | SOFTX                | serie TV             | [ 20 ] |
| 20 | 1997               | Neon Genesis Evangelion: The End of Evangelion                   | Gainax              | film      | Slayers Try                             | SOFTX                | film                 | [ 21 ] |
| 21 | 1998               | Mobile Battleship Nadesico the Movie - Il principe delle tenebre | Xebec               | film      | Cowboy Bebop                            | Sunrise              | serie TV             | [ 22 ] |
| 22 | 1999               | Card Captor Sakura                                               | Madhouse            | serie TV  | Cowboy Bebop                            | Sunrise              | serie TV             | [ 23 ] |
| 23 | 2000               | Saiyuki - La leggenda del demone dell'illusione                  | Pierrot             | serie TV  | Card Captor Sakura                      | Madhouse             | serie TV             | [ 24 ] |
| 24 | 2001               | Fruits Basket                                                    | Studio Deen         | serie TV  | Inuyasha                                | Sunrise              | serie TV             | [ 25 ] |
| 25 | 2002               | Mobile Suit Gundam SEED                                          | Sunrise             | serie TV  | Azumanga daiō                           | J.C.Staff            | serie TV             | [ 26 ] |
| 26 | 2003               | Fullmetal Alchemist                                              | Bones               | serie TV  | Mobile Suit Gundam SEED                 | Sunrise              | serie TV             | [ 27 ] |
| 27 | 2004               | Mobile Suit Gundam SEED Destiny                                  | Sunrise             | serie TV  | Fullmetal Alchemist                     | Bones                | serie TV             | [ 28 ] |
| 28 | 2005               | Mobile Suit Gundam SEED Destiny                                  | Sunrise             | serie TV  | Kyo Kara Maoh!                          | Studio Deen          | serie TV             | [ 29 ] |
| 29 | 2006               | Code Geass                                                       | Sunrise             | serie TV  | Mobile Suit Gundam SEED Destiny         | Sunrise              | serie TV             |        |
| 30 | 2007               | Code Geass                                                       | Sunrise             | serie TV  | Mobile Suit Gundam 00                   | Sunrise              | serie TV             |        |
| 31 | 2008               | Code Geass R2                                                    | Sunrise             | serie TV  | Black Butler                            | A-1 Pictures         | serie TV             |        |
| 32 | 2009               | K-On!                                                            | Kyoto Animation     | serie TV  | Gintama                                 | Sunrise              | serie TV             |        |
| 33 | 2010               | Inazuma Eleven                                                   | OLM                 | serie TV  | Durarara!!                              | Brain's Base         | serie TV             |        |
| 34 | 2011               | Inazuma Eleven GO                                                | OLM                 | serie TV  | Uta no Prince-sama                      | A-1 Pictures         | serie TV             | [ 30 ] |
| 35 | 2012               | Inazuma Eleven GO Chrono Stones                                  | OLM                 | serie TV  | Kuroko's Basket                         | Production I.G       | serie TV             | [ 31 ] |

### Miglior episodio singolo
| N. | Anno               | Serie                                   | #   | Titolo                                          | Nota   |
| -- | ------------------ | --------------------------------------- | --- | ----------------------------------------------- | ------ |
| 1  | 1979               | Mobile Suit Gundam                      | 24  | La Triade Nera                                  | [ 2 ]  |
| 1  | 1979               | Galaxy Express 999                      | 55  | Il pianeta dell'estate infinita (seconda parte) | [ 2 ]  |
| 2  | 1980 (1º semestre) | Mobile Suit Gundam                      | 43  | Fuga                                            | [ 3 ]  |
| 3  | 1980 (2º semestre) | Le nuove avventure di Lupin III         | 155 | I ladri amano la pace                           | [ 4 ]  |
| 4  | 1981               | Gotriniton                              | 26  | Viaggio nell'infinito                           | [ 5 ]  |
| 5  | 1982               | Lamù, la ragazza dello spazio           | 67  | Da quando te ne andasti                         | [ 6 ]  |
| 6  | 1983               | Fortezza superdimensionale Macross      | 27  | L'amore scorre                                  | [ 7 ]  |
| 7  | 1984               | Ginga hyōryū Vifam                      | 46  | Itsumademo 13 nin                               | [ 8 ]  |
| 8  | 1985               | Mobile Suit Z Gundam                    | 36  | Amore eterno                                    | [ 9 ]  |
| 9  | 1986               | Gundam ZZ                               | 36  | Jūryoku shitano purutsū                         | [ 10 ] |
| 10 | 1987               | Gundam ZZ                               | 47  | Senshi, futatabi......                          | [ 11 ] |
| 11 | 1988               | Maison Ikkoku                           | 96  | Coronamento di un sogno                         | [ 12 ] |
| 12 | 1989               | Dragon Ball Z                           | 28  | La scomparsa di Junior e del Supremo            | [ 13 ] |
| 13 | 1990               | Nadia - Il mistero della pietra azzurra | 22  | Il tradimento di Electra                        | [ 14 ] |
| 14 | 1991               | Nadia - Il mistero della pietra azzurra | 39  | Eredita le stelle                               | [ 15 ] |
| 15 | 1992               | Sailor Moon                             | 31  | Un fidanzato per Luna                           | [ 16 ] |
| 16 | 1993               | Sailor Moon                             | 45  | La resa dei conti                               | [ 17 ] |
| 17 | 1994               | Sailor Moon S                           | 21  | La tragedia                                     | [ 18 ] |
| 18 | 1995               | Magic Knight Rayearth                   | 29  | La volontà che arriva dal cuore                 | [ 19 ] |
| 19 | 1996               | Neon Genesis Evangelion                 | 24  | L'ultimo messaggero sacrificale                 | [ 20 ] |
| 20 | 1997               | Slayers Try                             | 26  | Pronti a ricominciare                           | [ 21 ] |
| 21 | 1998               | Lost Universe                           | 26  | La resa dei conti                               | [ 22 ] |
| 22 | 1999               | Card Captor Sakura                      | 26  | Labirinti misteriosi                            | [ 23 ] |
| 23 | 2000               | Card Captor Sakura                      | 70  | I sentimenti                                    | [ 24 ] |
| 24 | 2001               | Saiyuki                                 | 50  | Alone - Verso ovest                             | [ 25 ] |
| 25 | 2002               | Mobile Suit Gundam SEED                 | 1   | False Peace                                     | [ 26 ] |
| 26 | 2003               | Fullmetal Alchemist                     | 7   | La notte del pianto della chimera               | [ 27 ] |
| 27 | 2004               | Fullmetal Alchemist                     | 51  | Monaco di Baviera 1921                          | [ 28 ] |
| 28 | 2005               | Mobile Suit Gundam SEED Destiny         | 50  | Saigo no chikara                                | [ 29 ] |
| 29 | 2006               | Mobile Suit Gundam SEED Destiny         | 51  | Erabareta mirai                                 |        |
| 30 | 2007               | Code Geass: Lelouch of the Rebellion    | 25  | Zero                                            |        |
| 31 | 2008               | Code Geass: Lelouch of the Rebellion R2 | 25  | Re;                                             |        |
| 32 | 2009               | K-On!                                   | 12  | K-ON!                                           |        |
| 33 | 2010               | K-On!                                   | 24  | Cerimonia di diploma!                           |        |
| 34 | 2011               | Inazuma Eleven                          | 127 | Pensando al domani                              | [ 30 ] |
| 35 | 2012               | Kuroko's Basket                         | 25  | Il nostro basket                                | [ 31 ] |

### Miglior personaggio
| N. | Anno               | Personaggio          | Personaggio                             | Serie                             | Serie                             | Seiyū                                   | Seiyū                 | Nota   |
| -- | ------------------ | -------------------- | --------------------------------------- | --------------------------------- | --------------------------------- | --------------------------------------- | --------------------- | ------ |
| 1  | 1979               | Capitan Harlock      | Capitan Harlock                         | Capitan Harlock                   | Capitan Harlock                   | Makio Inoue                             | Makio Inoue           | [ 2 ]  |
| 2  | 1980 (1º semestre) | Char Aznable         | Char Aznable                            | Mobile Suit Gundam                | Mobile Suit Gundam                | Shūichi Ikeda                           | Shūichi Ikeda         | [ 3 ]  |
| 3  | 1980 (2º semestre) | Joe Shimamura        | Joe Shimamura                           | Cyborg 009, i nove supermagnifici | Cyborg 009, i nove supermagnifici | Kazuhiko Inoue                          | Kazuhiko Inoue        | [ 4 ]  |
| 4  | 1981               | Arsenio Lupin III    | Arsenio Lupin III                       | Lupin III                         | Lupin III                         | Yasuo Yamada                            | Yasuo Yamada          | [ 5 ]  |
| 5  | 1982               | Takeru Myoujin       | Takeru Myoujin                          | God Mars                          | God Mars                          | Yū Mizushima                            | Yū Mizushima          | [ 6 ]  |
| N. | Anno               | Personaggio maschile | Personaggio maschile                    | Personaggio maschile              | Personaggio femminile             | Personaggio femminile                   | Personaggio femminile | Nota   |
| N. | Anno               | Personaggio          | Serie                                   | Seiyū                             | Personaggio                       | Serie                                   | Seiyū                 | Nota   |
| 6  | 1983               | Chirico Cuvie        | Sōkō kihei Votoms                       | Hozumi Gōda                       | Lamù                              | Lamù, la ragazza dello spazio           | Fumi Hirano           | [ 7 ]  |
| 7  | 1984               | Kenshiro             | Ken il guerriero                        | Akira Kamiya                      | Nausicaä                          | Nausicaä della Valle del vento          | Sumi Shimamoto        | [ 8 ]  |
| 8  | 1985               | Tatsuya Uesugi       | Touch                                   | Yūji Mitsuya                      | Four Murasame                     | Mobile Suit Z Gundam                    | Saeko Shimazu         | [ 9 ]  |
| 9  | 1986               | Kamille Bidan        | Mobile Suit Z Gundam                    | Nobuo Tobita                      | Elpeo Puru                        | Gundam ZZ                               | Chieko Honda          | [ 10 ] |
| 10 | 1987               | J.J.                 | Zillion                                 | Toshihiko Seki                    | Madoka Ayukawa                    | Kimagure Orange Road                    | Hiromi Tsuru          | [ 11 ] |
| 11 | 1988               | Ryo Saeba            | City Hunter                             | Akira Kamiya                      | Anice Farm                        | Borgman 2030                            | Yoshino Takamori      | [ 12 ] |
| 12 | 1989               | Ryo Saeba            | City Hunter 2                           | Akira Kamiya                      | Kiki                              | Kiki - Consegne a domicilio             | Minami Takayama       | [ 13 ] |
| 13 | 1990               | Ryo Saeba            | City Hunter 3                           | Akira Kamiya                      | Nadia                             | Nadia - Il mistero della pietra azzurra | Yoshino Takamori      | [ 14 ] |
| 14 | 1991               | Hayato Kazami        | Future GPX Cyber Formula                | Jun'ichi Kanemaru                 | Nadia                             | Nadia - Il mistero della pietra azzurra | Yoshino Takamori      | [ 15 ] |
| 15 | 1992               | Hiei                 | Yu degli spettri                        | Nobuyuki Hiyama                   | Ami Mizuno                        | Sailor Moon                             | Aya Hisakawa          | [ 16 ] |
| 16 | 1993               | Kurama               | Yu degli spettri                        | Megumi Ogata                      | Belldandy                         | Oh, mia dea!                            | Kikuko Inoue          | [ 17 ] |
| 17 | 1994               | Kurama               | Yu degli spettri                        | Megumi Ogata                      | Haruka Ten'ou                     | Sailor Moon S                           | Megumi Ogata          | [ 18 ] |
| 18 | 1995               | Duo Maxwell          | Gundam Wing                             | Toshihiko Seki                    | Rei Ayanami                       | Neon Genesis Evangelion                 | Megumi Hayashibara    | [ 19 ] |
| 19 | 1996               | Shinji Ikari         | Neon Genesis Evangelion                 | Megumi Ogata                      | Rei Ayanami                       | Neon Genesis Evangelion                 | Megumi Hayashibara    | [ 20 ] |
| 20 | 1997               | Shinji Ikari         | The End of Evangelion                   | Megumi Ogata                      | Lina Inverse                      | Slayers Try                             | Megumi Hayashibara    | [ 21 ] |
| 21 | 1998               | Spike Spiegel        | Cowboy Bebop                            | Kōichi Yamadera                   | Ruri Hoshino                      | Mobile Battleship Nadesico              | Omi Minami            | [ 22 ] |
| 22 | 1999               | Spike Spiegel        | Cowboy Bebop                            | Kōichi Yamadera                   | Sakura Kinomoto                   | Card Captor Sakura                      | Sakura Tange          | [ 23 ] |
| 23 | 2000               | Genjo Sanzo Hoshi    | Saiyuki                                 | Toshihiko Seki                    | Sakura Kinomoto                   | Card Captor Sakura                      | Sakura Tange          | [ 24 ] |
| 24 | 2001               | Inuyasha             | Inuyasha                                | Kappei Yamaguchi                  | Tōru Honda                        | Fruits Basket                           | Yui Horie             | [ 25 ] |
| 25 | 2002               | Kira Yamato          | Mobile Suit Gundam SEED                 | Sōichirō Hoshi                    | Mizuho Kazami                     | Please Teacher!                         | Kikuko Inoue          | [ 26 ] |
| 26 | 2003               | Edward Elric         | Fullmetal Alchemist                     | Romi Paku                         | Riza Hawkeye                      | Fullmetal Alchemist                     | Michiko Neya          | [ 27 ] |
| 27 | 2004               | Athrun Zala          | Mobile Suit Gundam SEED Destiny         | Akira Ishida                      | Lacus Clyne                       | Mobile Suit Gundam SEED Destiny         | Rie Tanaka            | [ 28 ] |
| 28 | 2005               | Kira Yamato          | Mobile Suit Gundam SEED Destiny         | Sōichirō Hoshi                    | Lacus Clyne                       | Mobile Suit Gundam SEED Destiny         | Rie Tanaka            | [ 29 ] |
| 29 | 2006               | Lelouch vi Britannia | Code Geass: Lelouch of the Rebellion    | Jun Fukuyama                      | Lacus Clyne                       | Mobile Suit Gundam SEED Destiny         | Rie Tanaka            |        |
| 30 | 2007               | Lelouch vi Britannia | Code Geass: Lelouch of the Rebellion    | Jun Fukuyama                      | C.C.                              | Code Geass: Lelouch of the Rebellion    | Yukana                |        |
| 31 | 2008               | Lelouch vi Britannia | Code Geass: Lelouch of the Rebellion R2 | Jun Fukuyama                      | C.C.                              | Code Geass: Lelouch of the Rebellion R2 | Yukana                |        |
| 32 | 2009               | Gintoki Sakata       | Gintama                                 | Tomokazu Sugita                   | Yui Hirasawa                      | K-On!                                   | Aki Toyosaki          |        |
| 33 | 2010               | Nathan Swift         | Inazuma Eleven                          | Yuka Nishigaki                    | Yui Hirasawa                      | K-On!!                                  | Aki Toyosaki          |        |
| 34 | 2011               | Gabriel Garcia       | Inazuma Eleven GO                       | Yū Kobayashi                      | Celia Hills                       | Inazuma Eleven GO                       | Hinako Sasaki         | [ 30 ] |
| 35 | 2012               | Gabriel Garcia       | Inazuma Eleven GO                       | Yū Kobayashi                      | Goldie Lemmon                     | Inazuma Eleven GO Chrono Stones         | Yūki Aoi              | [ 31 ] |

### Miglior seiyū
| N. | Anno               | Seiyū maschile     | Seiyū maschile     | Seiyū maschile                   | Seiyū femminile         | Seiyū femminile                         | Seiyū femminile                         | Nota   |
| N. | Anno               | Seiyū              | Personaggio        | Serie                            | Seiyū                   | Personaggio                             | Serie                                   | Nota   |
| -- | ------------------ | ------------------ | ------------------ | -------------------------------- | ----------------------- | --------------------------------------- | --------------------------------------- | ------ |
| 1  | 1979               | Akira Kamiya       | Akira Hibiki       | Yuusha Raideen                   | Noriko Ohara            | Nobita Noby                             | Doraemon                                | [ 2 ]  |
| 2  | 1980 (1º semestre) | Akira Kamiya       | Arthur             | La spada di King Arthur          | Noriko Ohara            | Nobita Noby                             | Doraemon                                | [ 3 ]  |
| 3  | 1980 (2º semestre) | Akira Kamiya       | Arthur             | La spada di King Arthur          | Noriko Ohara            | Nobita Noby                             | Doraemon                                | [ 4 ]  |
| 4  | 1981               | Akira Kamiya       | Shutaro Mendo      | Lamù, la ragazza dello spazio    | Mami Koyama             | Arale Norimaki                          | Dr. Slump & Arale                       | [ 5 ]  |
| 5  | 1982               | Toshio Furukawa    | Ataru Moroboshi    | Lamù, la ragazza dello spazio    | Mami Koyama             | Gigì                                    | Il magico mondo di Gigì                 | [ 6 ]  |
| 6  | 1983               | Akira Kamiya       | Claude Mizusawa    | Ryo, un ragazzo contro un impero | Mami Koyama             | Gigì                                    | Il magico mondo di Gigì                 | [ 7 ]  |
| 7  | 1984               | Akira Kamiya       | Kenshiro           | Ken il guerriero                 | Sumi Shimamoto          | Nausicaä                                | Nausicaä della Valle del vento          | [ 8 ]  |
| 8  | 1985               | Akira Kamiya       | Kenshiro           | Ken il guerriero                 | Saeko Shimazu           | Four Murasame                           | Mobile Suit Z Gundam                    | [ 9 ]  |
| 9  | 1986               | Kazuki Yao         | Judau Ashta        | Gundam ZZ                        | Mayumi Tanaka           | Pazu                                    | Laputa - Castello nel cielo             | [ 10 ] |
| 10 | 1987               | Akira Kamiya       | Kenshiro           | Ken il guerriero 2               | Sumi Shimamoto          | Kyōko Otonashi                          | Maison Ikkoku                           | [ 11 ] |
| 11 | 1988               | Akira Kamiya       | Kenshiro           | Ken il guerriero 2               | Sumi Shimamoto          | Kyōko Otonashi                          | Maison Ikkoku                           | [ 12 ] |
| 12 | 1989               | Akira Kamiya       | Ryo Saeba          | City Hunter 2                    | Megumi Hayashibara      | Ranma Saotome (ragazza)                 | Ranma ½                                 | [ 13 ] |
| 13 | 1990               | Akira Kamiya       | Ryo Saeba          | City Hunter 3                    | Megumi Hayashibara      | Ranma Saotome (ragazza)                 | Ranma ½                                 | [ 14 ] |
| N. | Anno               | Seiyū              | Seiyū              | Personaggio                      | Personaggio             | Serie                                   | Serie                                   | Nota   |
| 14 | 1991               | Megumi Hayashibara | Megumi Hayashibara | Ranma Saotome (ragazza)          | Ranma Saotome (ragazza) | Ranma ½                                 | Ranma ½                                 | [ 15 ] |
| 14 | 1991               | Megumi Hayashibara | Megumi Hayashibara | Gigì                             | Gigì                    | Il magico mondo di Gigì                 | Il magico mondo di Gigì                 | [ 15 ] |
| 15 | 1992               | Megumi Hayashibara | Megumi Hayashibara | Ranma Saotome (ragazza)          | Ranma Saotome (ragazza) | Ranma ½                                 | Ranma ½                                 | [ 16 ] |
| 15 | 1992               | Megumi Hayashibara | Megumi Hayashibara | Gigì                             | Gigì                    | Il magico mondo di Gigì                 | Il magico mondo di Gigì                 | [ 16 ] |
| 16 | 1993               | Megumi Hayashibara | Megumi Hayashibara | Star                             | Star                    | Teknoman                                | Teknoman                                | [ 17 ] |
| 17 | 1994               | Megumi Ogata       | Megumi Ogata       | Kurama                           | Kurama                  | Yu degli spettri                        | Yu degli spettri                        | [ 18 ] |
| 17 | 1994               | Megumi Ogata       | Megumi Ogata       | Haruka Ten'ou (Heles)            | Haruka Ten'ou (Heles)   | Sailor Moon S                           | Sailor Moon S                           | [ 18 ] |
| 18 | 1995               | Megumi Hayashibara | Megumi Hayashibara | Rei Ayanami                      | Rei Ayanami             | Neon Genesis Evangelion                 | Neon Genesis Evangelion                 | [ 19 ] |
| 18 | 1995               | Megumi Hayashibara | Megumi Hayashibara | Lina Inverse                     | Lina Inverse            | Slayers                                 | Slayers                                 | [ 19 ] |
| 19 | 1996               | Megumi Hayashibara | Megumi Hayashibara | Rei Ayanami                      | Rei Ayanami             | Neon Genesis Evangelion                 | Neon Genesis Evangelion                 | [ 20 ] |
| 19 | 1996               | Megumi Hayashibara | Megumi Hayashibara | Lina Inverse                     | Lina Inverse            | Slayers Next                            | Slayers Next                            | [ 20 ] |
| 20 | 1997               | Megumi Hayashibara | Megumi Hayashibara | Rei Ayanami                      | Rei Ayanami             | The End of Evangelion                   | The End of Evangelion                   | [ 21 ] |
| 20 | 1997               | Megumi Hayashibara | Megumi Hayashibara | Lina Inverse                     | Lina Inverse            | Slayers Try                             | Slayers Try                             | [ 21 ] |
| 21 | 1998               | Megumi Hayashibara | Megumi Hayashibara | Faye Valentine                   | Faye Valentine          | Cowboy Bebop                            | Cowboy Bebop                            | [ 22 ] |
| 22 | 1999               | Megumi Hayashibara | Megumi Hayashibara | Faye Valentine                   | Faye Valentine          | Cowboy Bebop                            | Cowboy Bebop                            | [ 23 ] |
| 23 | 2000               | Megumi Hayashibara | Megumi Hayashibara | Haruka Urashima                  | Haruka Urashima         | Love Hina                               | Love Hina                               | [ 24 ] |
| 24 | 2001               | Megumi Hayashibara | Megumi Hayashibara | Anna Kyoyama                     | Anna Kyoyama            | Shaman King                             | Shaman King                             | [ 25 ] |
| 25 | 2002               | Sōichirō Hoshi     | Sōichirō Hoshi     | Kira Yamato                      | Kira Yamato             | Mobile Suit Gundam SEED                 | Mobile Suit Gundam SEED                 | [ 26 ] |
| 26 | 2003               | Romi Park          | Romi Park          | Edward Elric                     | Edward Elric            | Fullmetal Alchemist                     | Fullmetal Alchemist                     | [ 27 ] |
| 27 | 2004               | Akira Ishida       | Akira Ishida       | Athrun Zala                      | Athrun Zala             | Mobile Suit Gundam SEED Destiny         | Mobile Suit Gundam SEED Destiny         | [ 28 ] |
| 28 | 2005               | Sōichirō Hoshi     | Sōichirō Hoshi     | Kira Yamato                      | Kira Yamato             | Mobile Suit Gundam SEED Destiny         | Mobile Suit Gundam SEED Destiny         | [ 29 ] |
| 29 | 2006               | Sōichirō Hoshi     | Sōichirō Hoshi     | Kira Yamato                      | Kira Yamato             | Mobile Suit Gundam SEED Destiny         | Mobile Suit Gundam SEED Destiny         |        |
| 30 | 2007               | Jun Fukuyama       | Jun Fukuyama       | Lelouch vi Britannia             | Lelouch vi Britannia    | Code Geass: Lelouch of the Rebellion    | Code Geass: Lelouch of the Rebellion    |        |
| 31 | 2008               | Jun Fukuyama       | Jun Fukuyama       | Lelouch vi Britannia             | Lelouch vi Britannia    | Code Geass: Lelouch of the Rebellion R2 | Code Geass: Lelouch of the Rebellion R2 |        |
| 32 | 2009               | Aki Toyosaki       | Aki Toyosaki       | Yui Hirasawa                     | Yui Hirasawa            | K-On!                                   | K-On!                                   |        |
| 33 | 2010               | Daisuke Ono        | Daisuke Ono        | Sebastian Michaelis              | Sebastian Michaelis     | Kuroshitsuji 2                          | Kuroshitsuji 2                          |        |
| 34 | 2011               | Mamoru Miyano      | Mamoru Miyano      | Shawn Froste                     | Shawn Froste            | Inazuma Eleven                          | Inazuma Eleven                          | [ 30 ] |

### Miglior canzone
| N. | Anno               | Canzone                       | Tipo                 | Artista                                                  | Serie                                                            | Nota   |
| -- | ------------------ | ----------------------------- | -------------------- | -------------------------------------------------------- | ---------------------------------------------------------------- | ------ |
| 1  | 1979               | Kita no okami, minami no tora | Sigla iniziale       | Mitsuko Horie                                            | Pat, la ragazza del baseball                                     | [ 2 ]  |
| 2  | 1980 (1º semestre) | Fukkatsu no Ideon             | Sigla iniziale       | Isao Taira                                               | Densetsu kyojin Ideon                                            | [ 3 ]  |
| 3  | 1980 (2º semestre) | Cosmos ni kimi to             | Sigla finale         | Keiko Toda                                               | Densetsu kyojin Ideon                                            | [ 4 ]  |
| 4  | 1981               | Lum no Love Song              | Sigla iniziale       | Yuko Matsutani                                           | Lamù, la ragazza dello spazio                                    | [ 5 ]  |
| 5  | 1982               | Macross                       | Sigla iniziale       | Makoto Fujiwara                                          | Fortezza superdimensionale Macross                               | [ 6 ]  |
| 6  | 1983               | HELLO VIFAM                   | Sigla iniziale       | TAO                                                      | Ginga hyōryū Vifam                                               | [ 7 ]  |
| 7  | 1984               | Ai oboete imasu ka            | Musica di sottofondo | Mari Iijima                                              | Macross - Il film                                                | [ 8 ]  |
| 8  | 1985               | Ro Ro Ro Russian roulette     | Sigla iniziale       | Meiko Nakahara                                           | Kate e Julie                                                     | [ 9 ]  |
| 9  | 1986               | Kanashimi yo konnichiwa       | Sigla iniziale       | Yuki Saitō                                               | Cara dolce Kyoko                                                 | [ 10 ] |
| 10 | 1987               | Get Wild                      | Sigla finale         | TM Network                                               | City Hunter                                                      | [ 11 ] |
| 11 | 1988               | BEYOND THE TIME               | Sigla finale         | TM Network                                               | Mobile Suit Gundam: Il contrattacco di Char                      | [ 12 ] |
| 12 | 1989               | Yasashisa ni Tsutsumaretanara | Sigla finale         | Yumi Matsutoya                                           | Kiki - Consegne a domicilio                                      | [ 13 ] |
| 13 | 1990               | Blue Water                    | Sigla iniziale       | Miho Morikawa                                            | Nadia - Il mistero della pietra azzurra                          | [ 14 ] |
| 14 | 1991               | Winners                       | Sigla finale         | G-Grip                                                   | Future GPX Cyber Formula                                         | [ 15 ] |
| 15 | 1992               | Moonlight densetsu            | Sigla iniziale       | DALI                                                     | Sailor Moon                                                      | [ 16 ] |
| 16 | 1993               | Moonlight densetsu            | Sigla iniziale       | DALI                                                     | Sailor Moon                                                      | [ 17 ] |
| 17 | 1994               | Yuzurenai Negai               | Sigla iniziale       | Naomi Tamura                                             | Magic Knight Rayearth                                            | [ 18 ] |
| 18 | 1995               | Zankoku na tenshi no these    | Sigla iniziale       | Yōko Takahashi                                           | Neon Genesis Evangelion                                          | [ 19 ] |
| 19 | 1996               | Zankoku na tenshi no these    | Sigla iniziale       | Yōko Takahashi                                           | Neon Genesis Evangelion                                          | [ 20 ] |
| 20 | 1997               | Rondo - revolution            | Sigla iniziale       | Masami Okui                                              | Utena la fillette révolutionnaire                                | [ 21 ] |
| 21 | 1998               | Dearest                       | Sigla finale         | Yumi Matsuzawa                                           | Mobile Battleship Nadesico the Movie - Il principe delle tenebre | [ 22 ] |
| 22 | 1999               | Platinum                      | Sigla iniziale       | Maaya Sakamoto                                           | Card Captor Sakura                                               | [ 23 ] |
| 23 | 2000               | Platinum                      | Sigla iniziale       | Maaya Sakamoto                                           | Card Captor Sakura                                               | [ 24 ] |
| 24 | 2001               | For Fruits Basket             | Sigla iniziale       | Ritsuko Okazaki                                          | Fruits Basket                                                    | [ 25 ] |
| 25 | 2002               | Anna ni Issho Datta no ni     | Sigla finale         | See-Saw                                                  | Mobile Suit Gundam SEED                                          | [ 26 ] |
| 26 | 2003               | Melissa                       | Sigla iniziale       | Porno Graffitti                                          | Fullmetal Alchemist                                              | [ 27 ] |
| 27 | 2004               | Ignited                       | Sigla iniziale       | T.M.Revolution                                           | Mobile Suit Gundam SEED Destiny                                  | [ 28 ] |
| 28 | 2005               | Kimi wa Boku ni Niteiru       | Sigla finale         | See-Saw                                                  | Mobile Suit Gundam SEED Destiny                                  | [ 29 ] |
| 29 | 2006               | COLORS                        | Sigla iniziale       | Flow                                                     | Code Geass: Lelouch of the Rebellion                             |        |
| 30 | 2007               | Motteke! Sailor Fuku          | Sigla iniziale       | Aya Hirano, Emiri Katō, Kaori Fukuhara ed Aya Endō       | Lucky Star                                                       |        |
| 31 | 2008               | Diamond Crevasse              | Sigla finale         | May'n                                                    | Macross Frontier                                                 |        |
| 32 | 2009               | Don't say "lazy"              | Sigla finale         | Yōko Hikasa, Aki Toyosaki, Satomi Satō e Minako Kotobuki | K-On!                                                            |        |
| 33 | 2010               | Bokura no goal                | Sigla iniziale       | T-Pistonz+KMC                                            | Inazuma Eleven                                                   |        |
| 34 | 2011               | Mata ne... no kisetsu         | Sigla finale         | T-Pistonz+KMC                                            | Inazuma Eleven                                                   | [ 30 ] |
| 35 | 2012               | Te o tsunagō                  | Sigla finale         | Yuka Terasaki, Sayaka Kitahara e Takashi Ōhara           | Inazuma Eleven GO Chrono Stones                                  | [ 31 ] |